# De la guerre
Cet article concerne le livre de Carl von Clausewitz. Pour le film de Bertrand Bonello, voir De la guerre.
 (juillet 2019).
Si vous disposez d'ouvrages ou d'articles de référence ou si vous connaissez des sites web de qualité traitant du thème abordé ici, merci de compléter l'article en donnant les références utiles à sa vérifiabilité et en les liant à la section « Notes et références ».

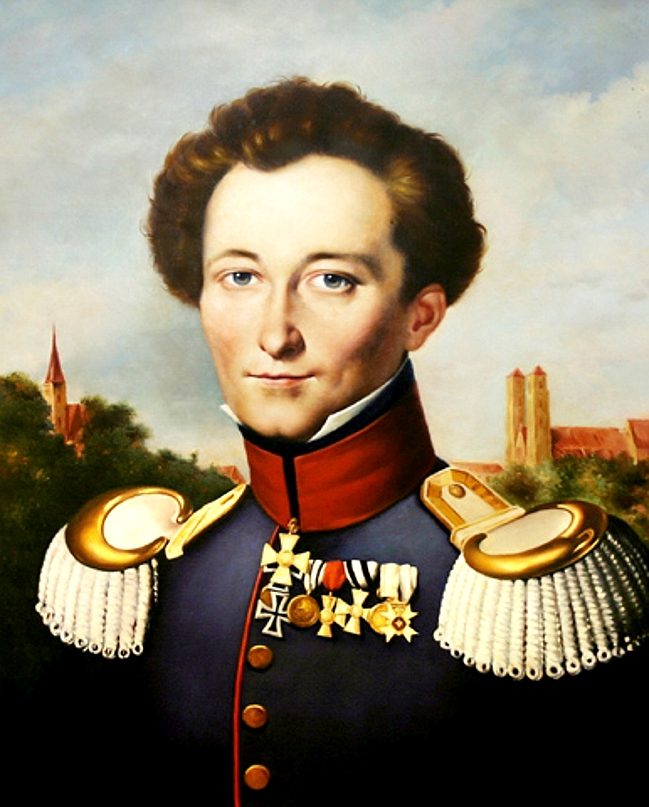
Carl von Clausewitz.

De la guerre (en allemand : Vom Kriege) est un traité de stratégie militaire écrit par le général prussien Carl von Clausewitz. Rédigée en majeure partie après les guerres napoléoniennes, entre 1816 et 1830, et laissée inachevée à sa mort en 1831, l’œuvre fut compilée et publiée à titre posthume entre 1832 et 1835 grâce aux soins de sa femme, Marie von Brühl.
De la guerre fait encore l’objet de redécouvertes périodiques : les stratèges français et allemands avant la Première Guerre mondiale ; Lénine et Mao Zedong méditant sur la guerre révolutionnaire ; Raymond Aron se penchant sur la stratégie à l’ère nucléaire ; à chaque nouvelle époque stratégique, les enseignements de l’écrivain prussien éclairent la théorie militaire.
Clausewitz a démontré avec force la compénétration du politique et du militaire dans l’acte de guerre. Sa seconde idée maîtresse est celle de la « guerre absolue » : la dialectique propre à la lutte militaire implique l’« ascension aux extrêmes » et la recherche de l’anéantissement de l’adversaire. L'ouvrage théorise également les concepts de brouillard de guerre, de centre de gravité ou encore de friction. Idées qui n’épuisent pas la richesse d’un ouvrage, De la guerre, qui se signale comme l’un des traités de stratégie militaire les plus influents jamais écrits.

## Historique
Avant d’être considéré comme la plus haute figure de la pensée militaire mondiale, Carl von Clausewitz fut militaire. Cadet pendant la campagne du Rhin en 1793–1795, c’est en jeune officier qu’il assiste à Iéna en 1806 à l’effondrement militaire de la Prusse, foudroyée par la guerre moderne. Profondément meurtri dans son patriotisme, il conçoit et organise avec Gerhard von Scharnhorst et August von Gneisenau la réforme de l’armée prussienne. De 1812 à 1815, d’abord au service du Tsar tant que la Prusse est neutre, il participe à la guerre en Russie puis aux campagnes qui conduisent à la défaite finale de Napoléon.
Après la guerre, il devient directeur des études à l’Académie militaire de Berlin et commence à écrire De la guerre. La rédaction de cet ouvrage occupera Clausewitz pendant 16 années, au cours desquelles il se consacre à la pensée de la guerre avec une rigueur passionnée. Percevant la nécessité d’envisager la guerre d’une manière globale et d’établir le lien entre les événements militaires (les campagnes napoléoniennes) et la politique (la Révolution française), il fait de la conceptualisation rigoureuse de cette relation l’assise de sa théorie.

## Contenu

### Analyse
L’analyse conceptuelle de la guerre est l’objet du livre I. Le livre II expose la portée et les limites d’une théorie de la guerre. Les livres III à VII proposent un examen rationnel des problèmes stratégiques.
Réduite à son essence abstraite, la guerre est comparable au duel, acte de violence destiné à contraindre l’adversaire à exécuter sa volonté.
Le moyen par excellence d’atteindre cet objectif est le désarmement de l’ennemi, et la dialectique de la lutte entraîne irrésistiblement l’« ascension aux extrêmes ». Or l’expérience, c’est-à-dire l’histoire, offre rarement l’exemple de guerres menées à la manière napoléonienne, c’est-à-dire de « guerres absolues », où la violence se déchaîne conformément au concept. Dans la réalité, le duel est le fait d’États, qui proportionnent les objectifs militaires aux buts politiques ; pour instruments ils utilisent des armées, machineries complexes dont Clausewitz désigne les contraintes d’emploi par la notion de « friction ». La guerre ne consiste pas en un seul coup sans durée, mais se déroule dans le temps et l’espace ; la supériorité intrinsèque de la défense sur l’attaque favorise la suspension fréquente de l’acte de guerre.
La guerre réelle n’est pas une réalité autonome, mais un fragment de la politique. La politique désigne, d’une part, l’ensemble objectif des institutions, formes sociales et économiques qui donnent leur style général aux conflits et, d’autre part, l’ensemble subjectif des intentions que poursuivent les gouvernements en livrant bataille. Finalement, chaque guerre est absolument singulière et fait apparaître le jeu variable de trois principes : un principe politique, un principe militaire, un principe populaire. À l’époque de De la guerre, le mouvement politique et social de la Révolution française a prodigieusement amplifié l’élément populaire et passionnel de la guerre, la rapprochant de sa forme absolue.
Dans le livre II, l’auteur récuse toute prétention à construire une doctrine positive de la guerre. Ce serait, selon lui, négliger les grandeurs morales dont la guerre est tout entière pénétrée : les talents du chef de guerre, les vertus guerrières de l’armée, l’état d’esprit de la population, tout élément psychologique qui entre en jeu et ne se mesure pas en nombres. Par ailleurs, le face-à-face avec un adversaire intelligent qui réagit, l’incertitude de l’ensemble des données, le « brouillard de la guerre », rendent très difficile la constitution d’une théorie qui voudrait enseigner une méthode d’action. C’est dans le domaine tactique qu’il est possible et nécessaire de codifier, de produire des procédures et règlements. En fait, en matière de stratégie, la théorie existe pour orienter et aviser le développement intellectuel du chef de guerre plutôt que pour le guider véritablement sur le champ de bataille.
Du livre III au livre VII, Clausewitz aborde successivement la stratégie en général, l’engagement, les forces militaires, la défense, l’attaque. Le souci de rigueur conceptuelle qu’il manifeste est équilibré par la préoccupation permanente du réel, du fait vrai, du détail technique. Les longues considérations, aujourd’hui vieillies, sur les marches, le ravitaillement, les forteresses, la défense des marais, etc. qui montrent les contraintes exercées sur la stratégie par la géographie et la nature de l’outil militaire de l’époque, illustrent également le réalisme de l’auteur.
Tactique et stratégie se distinguent sous le rapport des moyens et des fins : le moyen de la tactique est le combat, sa fin la victoire ; le moyen de la stratégie est le résultat des combats, avec pour fin l’objectif militaire de la guerre (Ziel), qui ne se confond pas nécessairement avec le but politique (Zweck). À la fin de l’époque napoléonienne, les forces armées étant approximativement de même niveau pour l’organisation et les moyens de combat, c’est à la supériorité numérique que revient le rôle décisif sur le plan stratégique.
Comme matériau élémentaire de l’acte de guerre, le combat, même s’il n’est pas livré et qu’on se contente de supputer son résultat probable, est la référence ultime, et la destruction des forces ennemies la pierre de touche de toute action de guerre. C’est pourquoi le stratège prussien insiste sur le caractère décisif de la bataille principale : « centre de gravité de la guerre ».
L’acte de guerre, enfin, prend deux formes fondamentales qui, en dépit de ce que peut suggérer l’intuition, ne sont pas le symétrique l’une de l’autre. Conceptuellement, la finalité de l’attaque est de conquérir, celle de la défense est de conserver. Toutes choses égales par ailleurs, la défense est une forme intrinsèquement supérieure, comme le prouve le fait qu’elle est toujours utilisée par le plus faible. Cette supériorité tient à ce qu’elle bénéficie de l’avantage du terrain, et que le temps travaille à son avantage : l’offensive, quand elle n’a pas réussi à abattre immédiatement l’adversaire, finit toujours par atteindre un point culminant au-delà duquel la vulnérabilité de l’attaquant croît et permet à la défense de se muer en contre-attaque.

### Structure
De la guerre devait se composer au total de huit tomes, mais seulement sept nous sont parvenus. Ces tomes sont organisés de la manière suivante :
Livre I : De la nature de la guerre
Livre II : De la théorie de la guerre
Livre III : De la stratégie en général
Livre IV : L’engagement
Livre V : Les forces militaires
Livre VI : La défensive
Livre VII : L’attaque (incomplet)
Livre VIII : Le plan de guerre (à l’état d’ébauche)

## Citations
Livre I, au sujet de la nature de la guerre :

« La guerre est la continuation de la politique par d’autres moyens. »

« La guerre est un acte de violence dont l’objectif est de contraindre l’adversaire à exécuter notre volonté. »

Livre I, au sujet des « frictions » :

« Dans la guerre, tout est simple, mais la chose la plus simple est difficile. »

Livre I, au sujet de la « trinité » politique–militaire–populaire :

« La guerre n’est donc pas seulement un véritable caméléon qui modifie quelque peu sa nature dans chaque cas concret, mais elle est aussi, comme phénomène d’ensemble et par rapport aux tendances qui y prédominent, une étonnante trinité où l’on retrouve d’abord la violence originelle de son élément, la haine et l’animosité, qu’il faut considérer comme une impulsion naturelle et aveugle, puis le jeu des probabilités et du hasard qui font d’elle une libre activité de l’âme, et sa nature subordonnée d’instrument de la politique, par laquelle elle appartient à l’entendement pur. »

Livre II, au sujet du « brouillard de la guerre » :

« La grande incertitude des données de la guerre est une difficulté particulière, car toute action doit, dans une certaine mesure, être planifiée dans une semi–obscurité qui, le plus souvent, à la manière d’un brouillard ou d’un clair de lune, donne aux choses des dimensions exagérées ou anormales. »

Livre III, au sujet de la stratégie en général :

« La première et la plus vaste question stratégique est de juger correctement du genre de guerre dans laquelle on s’engage. »

« La meilleure stratégie consiste à être toujours très fort, d’abord en général, ensuite au point décisif. En dehors de l’effort nécessaire à la création des armées, qui ne dépend pas toujours du général, la loi suprême et la plus simple consiste à concentrer ses forces. »

« Toute défense, dans la limite de ses forces, a pour but de passer à l’offensive dès qu’elle a porté ses fruits. »

## Postérité
L'interprétation faite en France de De la guerre, notamment par Ferdinand Foch, a conduit à la stratégie de l'« offensive à outrance » en 1914.
Un exemplaire annoté de De la guerre a été retrouvé dans une cache d’Al-Qaïda à Tora Bora.
L’œuvre de Carl von Clausewitz est étudiée en terminale générale spécialité HGGSP dans le thème 2 – Faire la guerre, faire la paix : formes de conflits et modes de résolution.

### Traductions
- Carl von Clausewitz, Principes essentiels pour la conduite de la guerre : Clausewitz interprété par le général Dragomiroff, traduit du russe et de l'allemand, Paris, Librairie militaire de L. Baudoin, 1889, 104 p. (lire en ligne)
- De la guerre, traduction par Denise Naville, collection « Arguments », éditions de Minuit, 1955.
- De la guerre, traduction par le lieutenant-colonel De Vatry, édition complétée et révisée par Jean-Pierre Baudet, volume relié, Champ libre, 1989.
- De la guerre, traduction par Laurent Murawiec (édition abrégée par Gérard Chaliand), collection « Tempus », éd. Librairie académique Perrin, 448 p., 2006.  (ISBN 2-262-02458-8)
- De la guerre, traduction de Jean-Baptiste Neuens, Paris, Astrée, 2014.  (ISBN 979-10-91815-04-8)
- De la guerre, traduction de Nicolas Waquet, collection Petite Bibliothèque, édition Rivages poche, 2014. Édition pour les prépas scientifiques.  (ISBN 978-2-7436-1516-1)

### Études
- René Girard (postface Benoît Chantre), Achever Clausewitz : Entretiens avec Benoît Chantre, Paris, Flammarion, coll. « Champs essais », 2011, 414 p. (présentation en ligne)
- Raymond Aron, « Clausewitz et notre temps », Études internationales, vol. 43, no 3,‎ septembre 2012, p. 339–370 (lire en ligne)
- Paul Nicolle, « Problèmes de guerre : un commentaire de Lénine sur Clausewitz », Annales. Économies, Sociétés, Civilisations, vol. 1ᵉ année, no 2,‎ 1946, p. 183-185.
- Michel Dobry, « Clausewitz et « l'entre-deux », ou de quelques difficultés d'une recherche de paternité légitime », Revue française de sociologie, vol. 17, no 4,‎ 1976, p. 652-664 (lire en ligne)
- Éric Weil, « Guerre et politique selon Clausewitz », Revue française de science politique, vol. 5ᵉ année, no 2,‎ 1955, p. 291-314 (lire en ligne)
- Emmanuel Terray, « Violence et calcul : Raymond Aron lecteur de Clausewitz », Revue française de science politique, vol. 36ᵉ année, no 2,‎ 1986, p. 248-268 (lire en ligne)
- Pierre Le Vigan, Clausewitz : Père de la théorie de la guerre moderne, Perspectives Libres, ADARL, Paris, décembre 2023,  (ISBN 978-2-487376-00-7)